# روبرتس جيدريتيس
روبرتس جيدريتيس مواليد 29 أغسطس 1970 في كاوناس، الجمهورية الليتوانية السوفيتية الاشتراكية، هو مدرب كرة سلة ليتواني ولاعب معتزل. بدأ مسيرته الاحترافية في سنة 1995. يدرب فريق شياولياي الليتواني الذي ينافس في دوري البلطيق لكرة السلة. يبلغ طوله 6 قدم 4 بوصة (1.9 م). اعتزل اللعب في 2005.

## روابط خارجية
- روبرتس جيدريتيس على موقع كرة السلة الأوروبية.كوم (الإنجليزية)
- روبرتس جيدريتيس على موقع بروبوليرز (الإنجليزية)